# Osmar Olvera
Osmar Olvera Ibarra (* 5. Juni 2004 in Mexiko-Stadt) ist ein mexikanischer Wasserspringer, der im Ein- und Drei-Meter-Kunstspringen startet. 

## Laufbahn
Olvera nahm erstmals bei den wegen der COVID-19-Pandemie erst 2021 ausgetragenen Olympischen Spielen 2020 in Tokio teil. Beim Drei-Meter-Kunstspringen belegte er in der Gesamtwertung den 14. Platz.
2023 in der Weltspitze angekommen, gewann er bei den im Juli dieses Jahres in der japanischen Stadt Fukuoka ausgetragenen Schwimmweltmeisterschaften 2023 zwei Silbermedaillen (jeweils im Kunstspringen vom Ein-Meter- und Drei-Meter-Brett). Bei den drei Monate später ausgetragenen Panamerikanischen Spielen 2023 in Santiago de Chile gewann er in denselben Disziplinen jeweils die Goldmedaille und ebenso im Synchronspringen vom Drei-Meter-Brett gemeinsam mit seinem Landsmann Rodrigo Diego.
Bei den im Februar 2024 in Doha ausgetragenen Weltmeisterschaften gewann Olvera noch einmal eine Goldmedaille beim Ein-Meter-Kunstspringen sowie eine Bronzemedaille beim Drei-Meter-Kunstsprung. 
Olympische Medaillen folgten bei den in Paris ausgetragenen Olympischen Spielen 2024, wo Olvera im Drei-Meter-Kunstsprung, ebenso wie in Doha, die Bronzemedaille gewann, und im Synchronspringen aus derselben Höhe gemeinsam mit seinem Partner Juan Celaya Silber erzielte.